# グジェゴシ・エイテル
グジェゴシ・エイテル（Grzegorz Michał Eitel、1981年1月14日-) は、ポーランドのワルシャワ出身の柔道選手。100kg超級の選手。身長190cm。体重140kg。

## 人物
1998年のワールドユースゲームズ90kg超級で2位になると、世界ジュニア100kg超級では3位になった。2000年の世界ジュニアでは7位だったが、ヨーロッパジュニアでは優勝を飾った。2001年のフランス語圏競技大会では3位だった。2002年の世界学生では3位になった。2004年のアテネオリンピックでは初戦で敗れた。2006年の世界学生では3位だった。2008年の北京オリンピックには出場できなかったが、フランスのルヴァロワ＝ペレで開催された無差別のみの世界選手権では銅メダルを獲得した。2009年のユニバーシアードでは無差別で2位になった。

## 主な戦績
(階級表記のない大会は全て100kg超級での成績)
- 1998年 - ワールドユースゲームズ　90kg超級　2位
- 1998年 - 世界ジュニア　3位
- 2000年 - 世界ジュニア　7位
- 2000年 - ヨーロッパジュニア　優勝
- 2001年 - フランス語圏競技大会　3位
- 2002年 - 世界学生　3位
- 2005年 - ドイツ国際　2位
- 2006年 - 世界学生　3位
- 2008年 - 世界選手権　無差別　3位
- 2009年 - ユニバーシアード　無差別　2位
- 2010年 - ワールドカップ・ウランバートル　優勝